# Марксистский феминизм
Марксистский феминизм (англ. Marxist feminism) — направление феминизма, видящее основы гендерного неравенства и угнетения женщины в институтах частной собственности и капитализма: частная собственность, давшая начало экономическому неравенству, зависимости, политическому и бытовому противостоянию полов, является корнем женского притеснения в текущем социальном контексте.

## Происхождение термина «марксистский феминизм» и его авторство
До середины XX века феминизм и марксизм находились по разные стороны баррикад. Общая картина идеологического расхождения ортодоксальных марксистов/марксисток с феминистками в 1920-х/1930-х годах выглядела следующим образом:
Эмилия Миловидова "Женский вопрос и женское движение", из предисловия к изданию за авторством Клары Цеткин:

Несмотря на некоторые точки соприкосновения и даже одинаковые требования в борьбе против бесправия женщины, между обоими движениями существует принципиальная противоположность, столь же непреодолимая, как антагонизм между буржуазией и пролетариатом. Классовые противоречия между эксплоататорами и эксплоатируемыми сильнее, чем чувство женской солидарности, к которому взывают феминисты. Некоторые проявления феминизма могут казаться очень радикальными. Напомним отказы феминисток в Англии платить подати, выступления суфражисток там же. Тем не менее феминизм по своей сущности остается нереволюционным, а часто даже контр-революционным. Устремления феминизма ограничиваются тем, что-бы бороться с привилегиями мужчин и несколько улучшить положение женщины — в сущности женщины буржуазного класса — не изменяя классового характера буржуазного общества. Трудящиеся женщины могут быть совращены феминизмом и отвлечены от классовой борьбы пролетариата. Но пролетарское женское движение — такова его историческая сущность — даже в «мирной» работе остается революционным; в духе революционного марксизма оно все свои помыслы направляет дальше реформ, на свержение классового господства буржуазии, на свержение буржуазного строя.— 1929
Термин «марксистский феминизм» впервые появляется в 1970-х годах в США и Канаде, его ввели в своих публикациях канадские и американские феминистки троцкистского направления, с целью апроприировать и дискредитировать марксизм. Ортодоксальные марксисты, не приемлющие троцкизм и ревизионистов, со своей стороны всегда говорили о несовместимости таких попыток скрестить ужа с ежом («национал-социализм», «марксистский феминизм», «консервативный либерализм») и заявляли о своей непричастности к изобретению данного термина. Автором термина является канадо-американская феминистка и троцкистка Маргарет Бенстон.

## Теоретические основы
По мнению американских феминисток 70-х, теоретические основы «марксистского феминизма» были заложены в философских трудах классиков марксизма. В первую очередь в «Женщине и социализме» (1879) Августа Бебеля, а позже в «Происхождении семьи, частной собственности и государства» (1884) Фридриха Энгельса и в Коммунистическом Манифесте (1848) Маркса и Энгельса. Значимый вклад в развитие марксистского феминизма, по мнению феминисток-марксисток, сделали участницы социалистического революционного движения XIX—XX века Клара Цеткин, Роза Люксембург и Александра Коллонтай.

## Энгельс и феминизм
По мнению американских феминисток 70-х, основы марксистского феминизма заложены Фридрихом Энгельсом в анализе гендерного притеснения, сделанного в «Происхождении семьи, частной собственности и государства». Он утверждает, что подчинение женщины — это результат не биологического положения, но социальных отношений, в которых старание мужчин контролировать женский труд и половые функции постепенно укрепилось и было институциализировано в виде современной семейной ячейки. Через историческую перспективу марксизма Энгельс анализирует распространенные социальные феномены, связанные с женской сексуальной моральностью, такой как фиксации на девственности и сексуальной чистоте, уличением и жестоким наказанием женщин, нарушивших супружескую верность, и требованием от женщин подчинения мужьям. В конечном итоге Энгельс связывает эти феномены с недавним развитием исключительного контроля частной собственности патриархами растущего класса рабовладельцев в древних способах производства и настойчивым желанием убедиться в том, что их наследство будет передано их потомкам: целомудрие и верность, пишет Энгельс, приветствуется, поскольку гарантирует исключительный доступ к сексуальным и репродуктивным функциям женщины, обладаемой мужчиной класса частных собственников.
Как таковое, гендерное притеснение близко к классовому притеснению, и отношения мужчины и женщины похожи на отношения между пролетариатом и буржуазией. Субординация женщины — это форма классового угнетения, поддерживаемая (как и расизм), так как служит интересам капитала и правящего класса. Она противопоставляет мужчин женщинам и сравнительно привилегирует мужчин рабочего класса с целью заполучить их поддержку, а также легитимирует отказ класса капиталистов от оплаты домашнего труда, приписанного женщинам без оплаты (забота о детях, уборка и. т. д.). Мужчины рабочего класса поощряются сексистскими капиталистическими медиа в эксплуатации их доминирующей социальной позиции, основанной на существующих условиях, с целью укрепления условий, лежащих в их основе.

## Оплачиваемый труд
Марксистские феминистки используют традиционный марксистский анализ для анализа домашнего труда и наемной работы. Согласно Энгельсу семья как патриархальный институт требует, чтобы женщины выполняли домашнюю работу без оплаты.
В 70-е годы XX века в Италии при участии Сельмы Джеймс, Сильвии Федеричи, Мариарозы Делла Косты было основано международное движение «Зарплата за домработу» (International Wages for Housework Campaign). Оно настаивало на том, что домашняя работа лежит в основе всей индустриальной работы и забота о детях позволяет продолжение человечества, и поэтому эти неизбежные и неблагодарные задания должны быть компенсированы. Требования «Зарплат за домработу» формально призвали к экономической компенсации домашнего труда и использовали эти призывы, чтобы в наиболее общих чертах привлечь внимание к аффективному труду женщин и к тому, насколько капиталистические экономики полагаются на эксплуатационный труд женщин.

## Политическое движение
Участницы социалистического движения конца XIX — начала XX веков Клара Цеткин и Элеонора Маркс выступали против демонизации мужчин и призывали поддержать пролетарскую революцию, что позволит преодолеть неравенство между мужчинами и женщинами, насколько это возможно. Поскольку их движение уже содержало самые радикальные требования равенства мужчин и женщин, большинство марксистских лидеров, в том числе Клара Цеткин и Александра Коллонтай, противопоставляли марксистский и буржуазный феминизм вместо того, чтобы объединить их.
Ныне марксистский феминизм как таковой провозглашается Свободной социалистической партией (США) и низовым движением «Радикальные женщины» (Radical Women), в котором участвуют её активисты. «Радикальные женщины» основывают свои положения на идее, согласно которой порабощение женщин легло в основу экономической системы, основанной на частной собственности. Они утверждают, что ликвидация капиталистической экономики, основанной на прибыли, устранит все мотивы сексизма, расизма, гомофобии и других форм угнетения.
Кроме того, феминистическую направленность декларирует ряд социалистических партий и объединений, например, Левая партия в Швеции и Коалиция радикальных левых в Греции.